# Itaco Nardulli
Itaco Nardulli (Róma, 1974. szeptember 14. – Porto Rotondo, Szardínia, 1991. augusztus 26.) olasz színész.

## Életútja
Ismertebb szerepei közé tartozik a Kincses sziget az űrben (1987), az Egy nő azonosítása (1982) és A Szahara titka (1988). Szardínia szigetén hunyt el, fulladás következtében, 1991. augusztus 26-án.
Nővére, Cariddi McKinnon Nardulli szintén filmes körökben mozog (a színészkedés mellett, többek között, forgatókönyvek és rendezői munkák is köthetők nevéhez). Édesanyjuk, Sheila McKinnon (asszonynevén Sheila Nardulli vagy Sheila McKinnon Nardulli) kanadai fotográfus.

### Válogatott filmográfia
- 1988 – A Szahara titka – Kerim (minisorozat; négy epizódban)
- 1987 – Kincses sziget az űrben – Jimmy Hawkins
- 1983 – Bíbor és fekete – Franz Kappler
- 1982 – Egy nő azonosítása – Lucio
- 1980 – Mi faccio la barca[2][M 1] – Claudio Savelli